# Stodółki
Stodółki [pronunciación en polaco: /stɔˈduu̯ki/] (en alemán: Waldscheunen) es un pueblo ubicado en el distrito administrativo de Gmina Czersk, dentro del Condado de Chojnice, Voivodato de Pomerania, en Polonia del norte. Se encuentra aproximadamente a 7 kilómetros al oeste de Czersk, a 24 kilómetros al noreste de Chojnice, y a 82 kilómetros al suroeste de la capital regional Gdansk. El pueblo tiene una población de 88 habitantes.
Para detalles de la historia de la región, véase Historia de Pomerania.